# Boophis narinsi
Espèce
Statut de conservation UICN

 EN B1ab(iii) : En danger
Boophis narinsi est une espèce d'amphibiens de la famille des Mantellidae.

## Répartition et habitat
Cette espèce est endémique du Sud-Est de Madagascar. Elle se rencontre dans le parc national de Ranomafana. Elle vit dans la végétation près des cours d'eau lents dans la forêt tropicale humide.

## Publication originale
- Vences, Gehara, Köhler & Glaw, 2012 : Description of a new Malagasy treefrog (Boophis) occurring syntopically with its sister species, and a plea for studies on non-allopatric speciation in tropical amphibians. Amphibia-Reptilis, vol. 33, no 3/4, p. 503-520.